# Åge Vedel Tåning
Åge Vedel Tåning (født 27. juli 1890, død 26. september 1958, København) var en dansk Ichthyologisk (magister i zoologi - studerende af fisk). Han var leder for Carlsberg Laboratorium, Dana-samlingen og direktør for Danmarks fiskeri- og havundersøgelse fra etableringen i 1951.

## Taxonomi opkaldt efter Tåning
- Lygtefisk-genus Taaningichthys blev opkaldt til ære for Tåning af Rolf Ling Bolin i 1959.[5]
- Diaphus taaningi Norman, 1930, en art af lygtefisk fundet i den østlige del af Atlanterhavet.[6]